# Neotrichoporoides trjapitzini
Neotrichoporoides trjapitzini är en stekelart som beskrevs av Kostjukov 2004. Neotrichoporoides trjapitzini ingår i släktet Neotrichoporoides och familjen finglanssteklar. Inga underarter finns listade i Catalogue of Life.